# 佩德罗劳伦蒂努
佩德罗劳伦蒂努（葡萄牙語：Pedro Laurentino）是巴西皮奥伊州的一个市镇。总面积835.05平方公里，总人口2094人，人口密度2.5人/平方公里。